# San Antonio Abad y san Pablo ermitaño (Velázquez)
San Antonio Abad y San Pablo, primer ermitaño fue pintado por Velázquez en 1634 y se conserva en el Museo del Prado de Madrid (España) desde la creación de la pinacoteca en 1819.

## Historia del cuadro
Este cuadro fue encargado para decorar la ermita de San Pablo sita en los jardines del Palacio del Buen Retiro y constituye una de las pocas obras de temática religiosa realizadas por el genial pintor sevillano.

## Descripción del cuadro
El cuadro representa el episodio que el beato Santiago de la Vorágine relata en su obra Leyenda dorada sobre la visita que San Antonio Abad  realizó a San Pablo ermitaño.
La leyenda relata como San Antonio, retirado como eremita en el desierto, tuvo en sueños la revelación de que otra persona le había precedido en su idea  decidiendo buscarlo. En su búsqueda es guiado por un centauro y un fauno, figuras que aparecen representadas a la izquierda de la obra y  en segundo término. Tras localizar la cueva en la que se cobija San Pablo, el cuadro representa ese momento en un gran peñasco que ocupa la zona derecha y en la que se distingue a San Antonio llamando a la puerta, es recibido por el eremita y, a la hora del almuerzo, el cuervo que diariamente aprovisionaba a San Pablo con una hogaza de pan aparece llevando en su pico doble ración de alimento. Tras la comida San Antonio emprende el viaje de vuelta y observa que unos ángeles transportan el alma de San Pablo porque dirigiéndose de nuevo a la cueva encuentra al ermitaño muerto, arrodillado y en posición de rezo siendo esta la escena central del cuadro. Incapaz de excavar una sepultura, unos leones se encargan de ello representando el pintor esta escena en la zona izquierda de la obra.
La obra no representa un momento en concreto de dicha leyenda sino que la recoge en su totalidad.